# アフリカ競技大会野球競技
アフリカ競技大会における野球競技（アフリカきょうぎたいかいにおけるやきゅうきょうぎ）は、1999年ヨハネスブルグ大会から行われている。

## 結果
| 都市        | 開催地         |                    | 優勝           | 準優勝       | 3位 |
| 1999年 詳細 | ヨハネスブルグ | · 南アフリカ共和国 | · ナイジェリア | · ジンバブエ |     |
| 2003年 詳細 | アブジャ       | · 南アフリカ共和国 | · ナイジェリア | · ジンバブエ |     |

## 獲得メダル総数
| 順 | 国・地域         | 金 | 銀 | 銅 | 計 |
| -- | ---------------- | -- | -- | -- | -- |
| 1  | 南アフリカ共和国 | 2  | 0  | 0  | 2  |
| 2  | ナイジェリア     | 0  | 2  | 0  | 2  |
| 3  | ジンバブエ       | 0  | 0  | 2  | 2  |

| スタブアイコン | サブスタブ | この項目は、まだ閲覧者の調べものの参照としては役立たない、スポーツに関連した書きかけの項目です。この項目を加筆・訂正などしてくださる協力者を求めています（P:スポーツ/PJ:スポーツ）。 |